# Miguel Riglos
Miguel Riglos (Buenos Aires, gobernación del Río de la Plata, 1º de septiembre de 1790 – ib., República Argentina, 20 de noviembre de 1863) fue un comerciante, funcionario y político argentino, diputado ante el congreso que dio sanción a la Constitución Argentina de 1826.

## Biografía
Miguel José Sabelio de Riglos Lasala nació en la ciudad de Buenos Aires el 1º de septiembre de 1790, hijo del teniente coronel Miguel Fermín de Riglos y San Martín, sargento mayor de la plaza de Buenos Aires, gobernador de Chiquitos, y de la patricia argentina María Mercedes de Lasala, una de las más destacadas partidarias de la emancipación.
Se educó en Inglaterra y regresó a Buenos Aires en 1813, dedicándose al comercio. Integró el Consulado de Buenos Aires en varias oportunidades y fue regidor del Cabildo de Buenos Aires en 1817 y 1819. Adhirió a la causa de la independencia, pero apoyó las iniciativas monárquicas. Aunque claramente identificado con el centralismo porteño, mantuvo relación con líderes del interior del país y aún se conserva en el Museo Histórico Nacional (Argentina) el sable de parada que en 1819 regaló a Martín Miguel de Güemes «como ínfimo recuerdo de nuestra amistad antigua».
Participó del comercio de importación de armas y repuestos provenientes de Gran Bretaña y Estados Unidos destinados a los ejércitos de la revolución. Consta en un informe de Esteban de Luca del 31 de agosto de 1818 la mención a un oficio del gobierno requiriendo su opinión acerca de la propuesta formulada por Riglos de proveer 5000 llaves de fusil.
Integró junto a los hermanos Robertson, Félix Castro, Braulio Costa y Juan Pablo Sáenz Valiente el grupo de intermediarios autorizados por ley del 28 de noviembre de 1822 a tomar en préstamo hasta 5 millones de pesos con la Baring Brothers.
Integró el directorio del Banco de las Provincias Unidas del Río de la Plata, creado por ley del Congreso el 28 de enero de 1826, presidido por Juan Pedro Aguirre y constituido por fondos originados en el préstamo de la Baring Brothers.
Con 3138 votos resultó elegido como uno de los 7 diputados por la capital ante el Congreso Constituyente de 1826, el segundo en número de votos.
En 1829 fue elegido diputado de la ciudad e intervino en el proceso de alta traición que se ventiló en la junta de representantes. Renunció al cargo de diputado en representación de la 11.ª sección de campaña el 6 de junio de 1834.
En 1835 actuó como defensor de pobres y menores.
Integró las tres sociedades anónimas constituidas a partir de la presidencia de Rivadavia: la Sociedad Rural Argentina (1826), la Sociedad Pastoril de Merinos (1836) y la Sociedad Pastoril de Amigos del País (1837), siendo Riglos y Narciso de A. Martínez los únicos que eran accionistas en las tres compañías.
Su casa, los «Altos de Riglos», fue uno de los principales centros de reunión de la alta sociedad porteña. Cedida por el Congreso como retribución por sus servicios al general José de San Martín, no fue utilizada por este más que brevemente como cuartel y fue adquirida por Riglos. Estaba situada frente a la plaza de la Victoria y al lado del Cabildo de Buenos Aires, ubicación privilegiada al punto que «el balcón de Riglos» fue una referencia común de la época.
Miguel de Riglos falleció en la ciudad de Buenos Aires el 20 de noviembre de 1863.

## Matrimonio y descendencia
Miguel de Riglos se había unido en matrimonio con Dolores Villanueva López Camelo (1804-1878), con quien tuvo numerosos hijos:
- Miguel José Esteban Vicente Francisco Javier (1823-1879).
- José María Eduardo (1824-?).
- Ramón Federico (1826-1898).
- Máximo Aurelio Manuel (1828-?).
- Marcos Dionisio Javier (1833-1919).
- Mercedes Francisca (1836-1925).
- Esteban José (1836-?).
- Dolores Eusabia Simona Riglos Villanueva (1843-1875).

## Homenajes
Una localidad del departamento Atreucó, provincia de La Pampa, Argentina, fundada el 11 de noviembre de 1911 en terrenos donados por Mercedes Riglos, lleva su nombre.